# ناصر السوحي
ناصر عامر السوحي ، لاعب كرة قدم كويتي سابق 24 اغسطس 1974 - 2004 كان لاعبا مميز يصنع الكثير من الاهداف وخاض أول مباراة رسمية مع نادي التضامن الرياضي امام نادي الساحل الرياضي عام 1991 توفي هذا اللاعب بعد ما وجد قد فارق الحياة في بنايه قيد الإنشاء في منطقة جنوب السرة.

## مشواره مع نادي التضامن
بدأ اللاعب ناصر السوحي مشواره الكروي مع نادي التضامن حين كان في سن الـ12 سنة ، وذلك في سنة 1986 ، وتدرج حتي وصل الي الفريق الأول ، وفي عام 1991 لعب اولى مبارياته مع الفريق الأول للتضامن امام نادي الساحل وفي حين سجل اولى اهدافه في شباك نادي الفحيحيل في عام 1993 ..

## مشواره مع منتخب الكويت
تم اختياره لصفوف منتخب الكويت الأول في عام 1994 ابان عهد المدرب السابق الأوكراني لوبانوفسكي ، وشارك في اسياد هيروشيما وقدم خلال تلك البطولة مستوى لافت وواصل المشاركة مع الازرق في خليجي 12 في الامارات عام 1994 وقد تم ايقافه اثناء البطولة من قبل الاتحاد مع مجموعة من اللاعبين نظراً لمخالفتهم النظم الادارية ، وعاد للمشاركة مع المنتخب الاولمبي في عام 1995 ، الا انه لم يواصل اللعب في التصفيات وتم ايقافه مجددا ، وعاد لارتداء الفانيلة الزرقاء اثناء تصفيات كأس العالم .1998 ، وفي عام 2000 بعهد المدرب دوشان اختير مجدداً للمنتخب في كأس اسيا وكانت اخر مشاركاته مع الازرق في اللقاء الودي امام قطر في عام 2001 ضمن الاستعدادات لخليجي 15 ، وكانت اخر مشاركاته الخارجية عام 2001 في تصفيات مونديال كوريا واليابان ذهابا في سنغافورة وايابا في الكويت.

## مشواره الاحترافي
أثناء مسيرته الرياضية تلقى عروض انتقالية عدة ومن ابرزها من نادي دينامو كييف في عام 1995 عن طريق مدرب المنتخب آنذاك الأوكراني لوبانوفسكي ولم يتم توقيع عقد الاحتراف بسبب الشروط المادية ، وكما فسخ عقد الاحتراف مع نادي العربي القطري الذي تم توقيعه في فبراير 2002 مقابل 100 الف دولار ، ولعب لفترة قصيرة مع النجمة البحريني في عام 2002 .

## وفاته
تضاربت الاسباب في وفاة اللاعب ناصر السوحي والذي عثر على جثته في بناية طور الإنشاء في منطقة جنوب السرة في الكويت ، حيث تفاوتت التبريرات المتعلقة بسبب الوفاة ، فمنهم من أوعز الي أن سبب وفاته هو السقوط من اعلى ، ومنهم من ذكر أن الوفاة مردها تناول جرعة زائدة من تعاطي المخدرات ، في حين جاء الرأي الأخير أن جثة اللاعب تؤكد أنه فارق الحياة بضرب مبرح تلقاه على يد مجهولين ، وربما تكون الضربة بقطعة حديدية ، وعثر على جثة اللاعب السوحي بعد انبعاث رائحة كريهة من أحد المنازل مما دعا السكان إلى ابلاغ الجهات الأمنية التي وصلت بمعية رجال الادلة الجنائية الذين نقلوا الجثة إلى الإدارة لمعرفة الأسباب الحقيقية للوفاة .